# Adesmia latifolia
Adesmia latifolia là một loài thực vật có hoa trong họ Đậu. Loài này được (Spreng.) Vogel miêu tả khoa học đầu tiên.